# Zothique en andere verloren werelden
Zothique en andere verloren werelden is een fantasyverhalenbundel uit 1983 van de Amerikaanse schrijver Clark Ashton Smith, merendeel over de fictieve wereld Zothique. 

## Korte verhalen
1. Het eiland der folteraars (The Isle of the Torturers, 1933)
2. De tuin van Adompha (The Garden of Adompha, 1938)
3. De gebieder der krabben (The Master of Crabs, 1948)
4. Morthylla (Morthylla, 1953)
5. Het grafgebroed (The Tomb-Spawn, 1934)
6. De hekserij van Ulua (The Witchcraft of Ulua, 1934)
7. De bloemvrouwen (The Flower-Women, 1935)
8. De dood van Malygris (The Death of Malygris, 1934)
9. De deur tot Saturnus (The Door to Saturn, 1932)
10. Het noodlot van Avoosl Wuthoqquan (The Weird of Avoosl Wuthoqquan, 1932)
11. De witte sibylle (The White Sybil, 1934)
12. De diefstal van dertig-en-negen gordels (The Theft of Thrity-Nine Girdles, 1958)
13. Het relaas van Satampra Zeiros (The Tale of Satampra Zeiros, 1931)
14. De komst van de witte worm (The Coming of the White Worm, 1941)